# تپه قلعه باشی آلوچ
تپه قلعه باشی آلوچ مربوط به دوران پیش از تاریخ ایران باستان تا دوران‌های تاریخی پس از اسلام است و در شهرستان مشگین‌شهر، بخش مرکزی، دهستان دشت واقع شده و این اثر در تاریخ ۱۷ اسفند ۱۳۸۱ با شمارهٔ ثبت ۷۸۶۲ به‌عنوان یکی از آثار ملی ایران به ثبت رسیده است.